# Odeon Heroda Attyka
Odeon Heroda Attyka (gr. Ωδείο Ηρώδου του Αττικού) – odeon w Atenach, uważany za największy i najwspanialszy z odeonów starożytnych.
Zbudowany został na południowo-zachodnim stoku Akropolu ateńskiego w 161 przez Heroda Attyka, który w ten sposób uczcił pamięć ukochanej małżonki Aspasii Regilli.
Odeon miał 32 rzędy widowni, które mogły pomieścić 5 do 6 tysięcy widzów. Wzniesiono go w stylu teatrów rzymskich. Scena o szerokości 35 metrów miała trzy kondygnacje. Okrągła orchestra o średnicy ok. 19 m wyłożona była szachownicą płyt z białego i czarnego marmuru. Całość budowli dla lepszej akustyki nakryta była zadaszeniem z drewna cedrowego. W starożytności odbywały się w niej konkursy muzyczne i rozmaite przedstawienia.
Znakomita akustyka obiektu wykorzystywana jest i współcześnie. Corocznie odbywają się tam spektakle i koncerty w ramach Festiwalu Ateńskiego, przyciągającego artystów z całego świata. Występowali w nim m.in. Montserrat Caballé, Luciano Pavarotti, Plácido Domingo, Maria Callas, Jan Garbarek z zespołem, a z polskich artystów – Zbigniew Preisner z prapremierą Requiem dla mojego przyjaciela. Poza koncertami odeon jest zamknięty, z możliwością oglądania go od góry, z wysokości skały Akropolu.